# Argemone mexicana

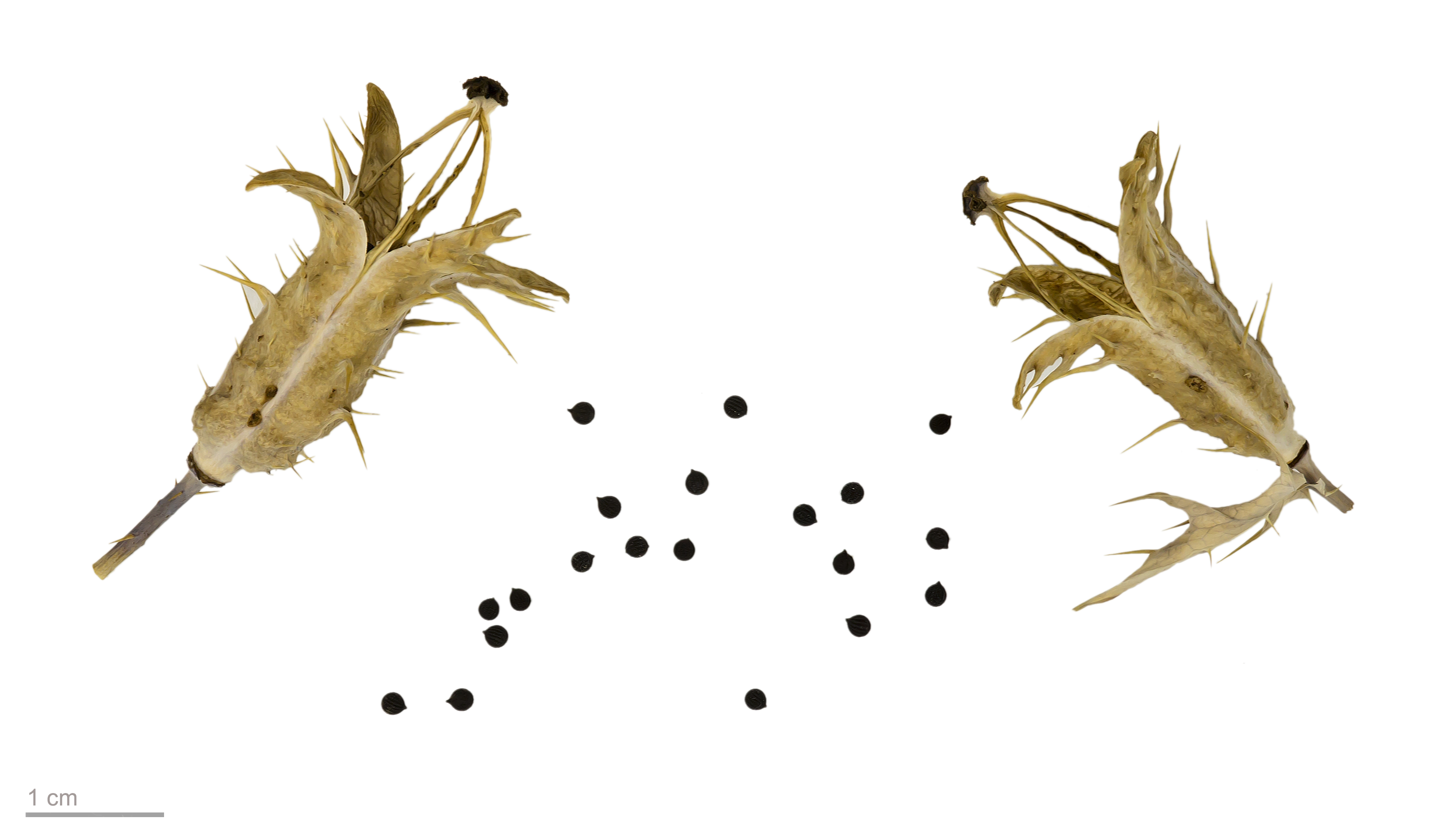
Argemone mexicana - MHNT

Argemone mexicana também conhecida como cardo-santo (também chamada de erva-de-cardo-amarelo, papoula-de-espinho e papoula-do-méxico) é uma planta localizada no México e recentemente se adaptou amplamente nos EUA, Índia, Etiópia e em algumas regiões do Brasil.
É uma erva anual com uma seiva amarela, que é usada pelos indígenas dos EUA ocidental e partes do México. A resina de argemone contém berberine e protopine, que na medicina são usados como sedativo.
As sementes contém de 22 a 36 por cento de um óleo chamado de argemone, que contém alcalóides tóxicos.
 A última contaminação com esse óleo ocorreu na Índia, em 1998: 1% de adulteração no óleo de mostarda pelo argemone provocou doenças clínicas.

## Usos
Esta planta e também seu extrato são vendidos on-line como substitutos da marijuana (cannabis).
Argemone mexicana também é usada pelos tradicionais curandeiros em Mali para tratar a Malária. Faz parte da  família Papaverácea, informalmente conhecida como papoulas, que é uma importante família etnofarmacológica de 44 gêneros e cerca de 760 espécies de plantas com flores. A planta é fonte de diversos tipos de compostos químicos, como flavonoides, embora os alcaloides sejam os mais encontrados. Além da eficácia farmacêutica, certas partes da planta também mostram efeitos tóxicos. É usada em diferentes partes do mundo, para o tratamento de várias doenças, incluindo tumores, verrugas, doenças de pele, reumatismo, inflamações, icterícia, lepra, infecções microbianas, malária] e como larvicida contra o Aedes aegypti, vetor da dengue.

## Ligações externas

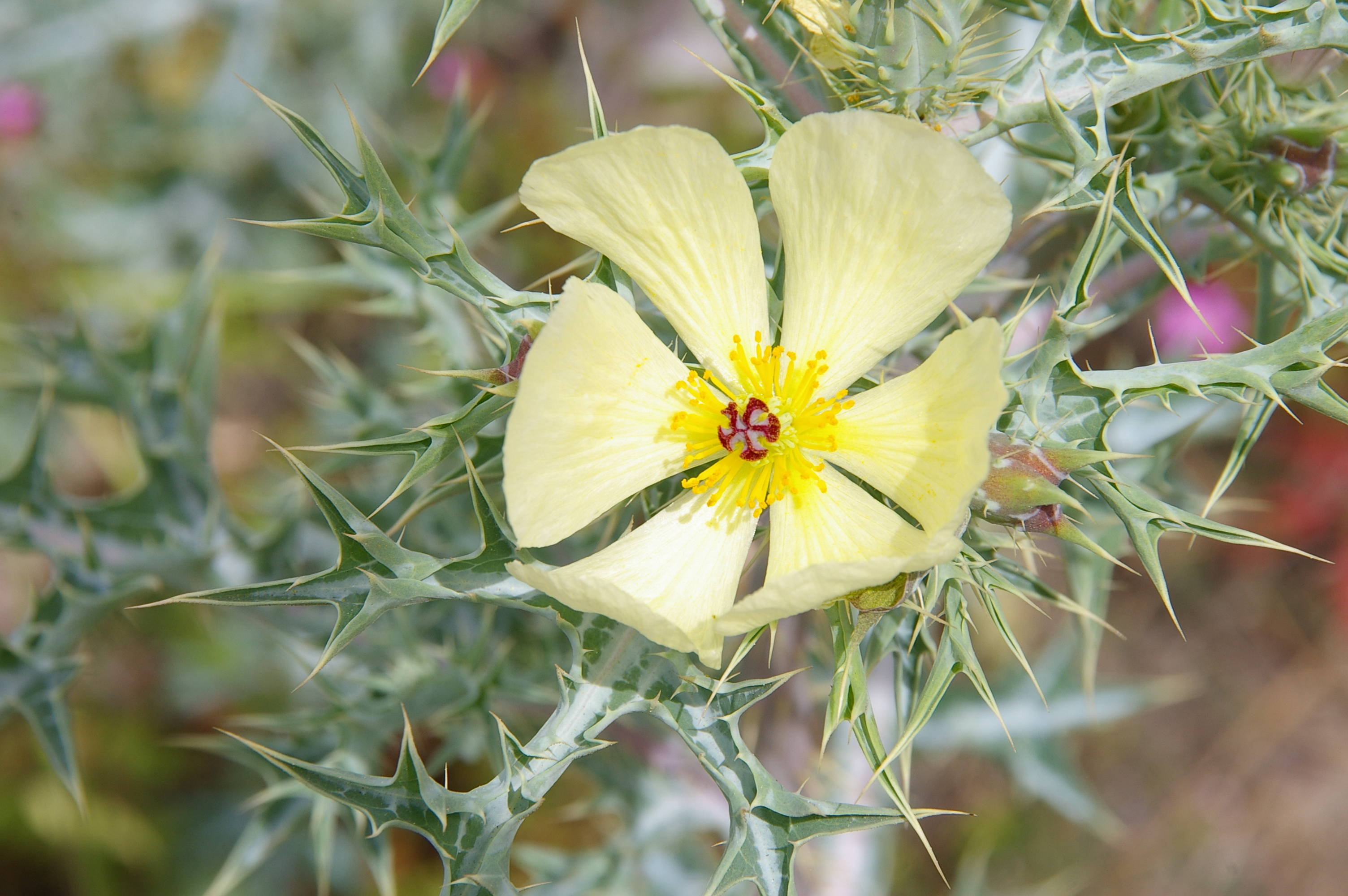
[http://www.floradecanarias.com/argemone_mexicana.html Argemone ochroleuca